# Ененко, Татьяна Васильевна
Татьяна Васильевна Ененко (1910, Кубанская область — 1981, Небит-Даг Туркменская ССР) — передовик советского сельского хозяйства, звеньевая колхоза «Красный садовод» Майкопского района Адыгейской автономной области. Герой Социалистического Труда (06.05.1948).

## Биография
Родилась в 1910 году на хуторе Северо-Восточные Сады, в Майкопском отделе, Кубанской области, Российская империя.
Трудовая деятельность началась в колхозе «Красный садовод» (позднее имени Энгельса).
В годы Великой Отечественной войны  возглавила полеводческое звено. В 1947 году её звено взяло обязательство собрать с каждого из 10 гектаров озимой пшеницы по 180 пудов. Соревновались с коллективом звена Е. И. Астапеевой. С каждого из 10 гектаров звено собрало по 189 пудов озимой пшеницы.
Газета "Известия" писала:
«О присвоении звания Героя Социалистического Труда передовикам сельского хозяйства Адыгейской автономной области Краснодарского края»

Указом Президиума Верховного Совета СССР от 6 мая 1948 года присвоить звание Героя Социалистического Труда с вручением ордена Ленина и золотой медали «Серп и Молот»:

2. Астапеевой Елене Ивановне — звеньевой колхоза «Красный садовод» Майкопского района, получившей урожай пшеницы 35,8 центнера с гектара на площади 10 гектаров.
3. Ененко Татьяне Владимировне — звеньевой колхоза «Красный садовод» Майкопского района, получившей урожай пшеницы 31,5 центнера с гектара на площади 10 гектаров...— 
Много лет руководила звеном, получала высокие урожаи пшеницы, кукурузы, подсолнечника, затем перешла на ферму, ряд лет трудилась дояркой.
Избиралась депутатом Майкопского районного и Адыгейского областного Советов народных депутатов.
Переехала в Небит-Даг. Персональный пенсионер союзного значения, проживала в городе Небит-Даге Туркменской ССР.
Умерла в 1981 году.

## Награды
- Медаль «Серп и Молот» (1948);
- Орден Ленина (06.5.1948)
- Медаль «В ознаменование 100-летия со дня рождения Владимира Ильича Ленина» (6 апреля 1970)